# Albert Sundgren
Albert Ferdinand Sundgren, född 26 juni 1903 i Kamjanske, död 17 januari 1970 i Helsingfors, var en finländsk kemist.
Sundgren utbildade sig till kemist i Bryssel 1924, blev diplomingenjör 1926 och filosofie doktor 1930 i Strasbourg. Han arbetade 1931–1939 som teknisk ledare och vd för oljeföretag på kontinenten och var 1940–1941 forskningsingenjör vid Enso-Gutzeit Oy. Han återvände till Finland 1939 för att delta i vinterkriget, svarade vid Högkvarteret för återvinning av smörjoljor och bränsleförsörjningens effektivering. Från 1941 ledde han ett torvforskningslaboratorium för undersökning av bränntorvens lämplighet vid framställning av olja och förestod detta (från 1952 med professors titel) även sedan det 1948 anslutits till Statens tekniska forskningsanstalt. Som forskare vid Ingenjörsvetenskapsakademin i Stockholm 1946–1947 utvecklade han en metod att utvinna vax ur torv.
Sundgren var en av landets främsta experter på torvforskningens område och har även betecknats som det statliga oljebolaget Nestes andlige fader; han gjorde lönsamhetsberäkningar och förslag för raffinaderiet i Nådendal och deltog i planeringen av Sköldvik. Han initierade importen av naturgas från Ryssland och bidrog därmed till att bredda den finländska energibasen. 
Han var far till Christian och Tatiana Sundgren.